# Jesús Padilla
Jesús Andrés „Gringo” Padilla Cisneros (ur. 3 marca 1987 w San Jose) – meksykański piłkarz z obywatelstwem amerykańskim występujący na pozycji napastnika.

## Kariera klubowa
Padilla przyszedł na świat w amerykańskim mieście San Jose, jednak już po dziesięciu dniach od narodzin jego rodzice, rodowici Meksykanie, przenieśli się do meksykańskiej miejscowości San Miguel el Alto, gdzie ich dziecko zostało zarejestrowane w urzędzie. W wieku czternastu lat rozpoczął treningi w drużynie Chivas de Guadalajara, a do treningów seniorskiego zespołu został włączony jako dziewiętnastolatek przez holenderskiego szkoleniowca Hansa Westerhofa. W meksykańskiej Primera División zadebiutował dopiero za kadencji trenera José Manuela de la Torre, 6 sierpnia 2006 w przegranym 0:1 spotkaniu z Tolucą. Jego premierowemu występowi towarzyszyły ponadto duże kontrowersje z powodu jego miejsca urodzenia, gdyż klub Chivas w swojej historii zatrudnia wyłącznie piłkarzy narodowości meksykańskiej. Właściciel ekipy, biznesmen Jorge Vergara, powołał się wówczas na słowa meksykańskiej konstytucji, która mówi o tym, że każdy człowiek urodzony poza granicami Meksyku, ale którego rodzice są zarazem Meksykanami, automatycznie jest uznawany za Meksykanina. W sezonie Apertura 2006 Padilla zdobył ze swoim zespołem mistrzostwo Meksyku, a w 2007 roku dotarł do finału najbardziej prestiżowych rozgrywek kontynentu, Pucharu Mistrzów CONCACAF, natomiast pierwszego gola w najwyższej klasie rozgrywkowej strzelił 30 sierpnia 2008 w zremisowanej 1:1 konfrontacji z Morelią.
Latem 2009, nie potrafiąc wywalczyć sobie miejsca w wyjściowym składzie, Padilla odszedł na wypożyczenie do satelickiego zespołu Chivas, amerykańskiego CD Chivas USA. W Major League Soccer zadebiutował 22 sierpnia w wygranym 2:0 spotkaniu z Toronto FC, natomiast premierowego gola w nowym klubie zdobył 3 października tego samego roku w pojedynku z DC United, także wygranym 2:0. Ogółem barwy Chivas USA reprezentował przez półtora roku, przeważnie wybiegając na ligowe boiska w wyjściowej jedenastce, lecz nie odniósł z tą ekipą większych sukcesów. W lipcu 2011 udał się na kolejne wypożyczenie, tym razem do meksykańskiego drugoligowca CF La Piedad. W zespole prowadzonym przez szkoleniowca Cristóbala Ortegę spędził z kolei dwanaście miesięcy, będąc podstawowym zawodnikiem klubu i w jesiennych rozgrywkach Apertura 2011 dotarł z nim do dwumeczu finałowego drugiej ligi meksykańskiej, Liga de Ascenso, przegrywając w nim ostatecznie z Correcaminos UAT.
| Sezon     | Klub                  | Kraj              | Rozgrywki           | Mecze | Bramki |
| --------- | --------------------- | ----------------- | ------------------- | ----- | ------ |
| 2006/2007 | Chivas de Guadalajara | Meksyk            | Primera División    | 2     | 0      |
| 2007/2008 | Chivas de Guadalajara | Meksyk            | Primera División    | 11    | 0      |
| 2008/2009 | Chivas de Guadalajara | Meksyk            | Primera División    | 8     | 1      |
| 2009/2010 | Chivas de Guadalajara | Meksyk            | Primera División    | 3     | 0      |
| 2009      | Chivas USA            | Stany Zjednoczone | Major League Soccer | 13    | 1      |
| 2010      | Chivas USA            | Stany Zjednoczone | Major League Soccer | 26    | 6      |
| 2010/2011 | Chivas de Guadalajara | Meksyk            | Primera División    | 0     | 0      |
| 2011/2012 | CF La Piedad          | Meksyk            | Liga de Ascenso     | 28    | 7      |
| 2012/2013 | Chivas de Guadalajara | Meksyk            | Primera División    |       |        |

## Kariera reprezentacyjna
W 2006 roku Padilla został powołany przez selekcjonera Jesúsa Ramíreza do reprezentacji Meksyku U-23 na Igrzyska Ameryki Środkowej i Karaibów. Tam był podstawowym zawodnikiem swojej drużyny, występując we wszystkich trzech spotkaniach, z czego w dwóch w wyjściowej jedenastce, nie zdobywając gola, a jego kadra narodowa odpadła ostatecznie z męskiego turnieju piłkarskiego w ćwierćfinale. Z racji posiadania podwójnego obywatelstwa, w 2008 roku otrzymał powołanie od trenera Piotra Nowaka do reprezentacji Stanów Zjednoczonych U-23 na eliminacje do Igrzysk Olimpijskich w Pekinie, jednak odmówił przyjazdu na zgrupowanie, ogłaszając, że czuje się stuprocentowym Meksykaninem i zamierza reprezentować barwy właśnie tego kraju.